# Glandularia peruviana
Pour les articles homonymes, voir verveine du Pérou.
Espèce
Classification APG III (2009)
Glandularia peruviana est une espèce de plantes herbacées vivace de la famille des Verbenaceae, originaire d'Amérique du Sud.
Elle est parfois appelée verveine du Pérou. C'est une espèce ornementale.
Glandularia peruviana est le nom scientifique généralement accepté à l'heure actuelle. Néanmoins, certains auteurs utilisent le nom de Verbena peruviana (L.) Britton. On trouve aussi le synonyme Glandularia chamaedryfolia Juss.

## Description
La verveine du Pérou est une plante herbacée prostrée, de 10 cm de haut qui s'étale sur un rayon de 50–60 cm de diamètre. C'est une plante pérenne cultivée comme annuelle. Les tiges, le calice et les nervures sont couvertes de poils glanduleux et simples.
Les feuilles opposées sont pétiolées en bas, sessile vers le haut. Le limbe oblongue fait 4–5 cm de long sur 2-2,3 cm de large. Sa base est tronquée et sa marge est doublement dentée. Les nervures sur la face inférieure sont couvertes de nombreux poils simples et de quelques poils glanduleux ; la marge est ciliée.
Les fleurs mauves à rouges sont groupées en faisceau serré à l'extrémité des rameaux. Le calice de 15 mm de long est couvert de poils glanduleux. La corolle est formée d'un long tube blanc de 2 cm de long et de 1–2 mm de diamètre, terminé par 5 lobes échancrés rouge vif. Les étamines sont insérées dans le tube.
Les fruits sont des drupes dans le calice persistant.

## Écologie
Glandularia peruviana est originaire d'Amérique de Sud (Brésil, Bolivie, Argentine) ; elle est cultivée au Pérou.
Elle croît en plein soleil.